# الكأس السلطانية 1924
كَأْسُ السُّلْطَانِ حُسَين 1924 هي النُّسْخة الثَّامِنة من بُطولة كَأْس السُّلطان حُسَين. لُعبت البُطولة في عام 1924، وفاز بها السِّكَّة الحَديد بعد فوزه في النهائي على المُخْتَلط.